# Zelena politika
Zelena politika ili ekopolitika (također poznata i kao politička ekologija) je politička filozofija koja zagovara razvijanje ekološki održivog društva.
Načela zelene politike su:
- bazna i participativna demokracija,
- ekološka mudrost i održivost,
- socijalna pravda,
- nenasilje,
- poštovanje različitosti.

Zelena politika se počela oblikovati u zapadnom svijetu sedamdesetih godina 20. stoljeća i od tada su nastale zelene stranke koje djeluju na političkoj sceni u mnogim zemljama diljem svijeta.
Zelene stranke se smatraju alternativom klasičnim političkim idejama kao što su socijalizam, liberalizam i konzervativizam, dok pristaše tradicionalnih političkih ideja imaju običaj promatrati zelene kao jednu od njihovih varijacija. Zelene stranke se, s druge strane, uglavnom smještaju među političku ljevicu, ranije obično radikalniju od one koja se vezuje uz socijaldemokratske stranke, dok su danas više umjerene i smještaju se u lijevi centar.

## Zelene stranke u Europi
| država                 | stranka                                        |
| Albanija               | Te Gjelberit                                   |
| Belgija                | Groen!                                         |
| Belgija                | Ecolo                                          |
| Bugarska               | Zelenite                                       |
| Njemačka               | Bündnis 90/Die Grünen                          |
| Estonija               | Eestimaa Rohelised                             |
| Finska                 | Vihreä Liitto                                  |
| Francuska              | Europe Écologie-Les Verts                      |
| Gruzija                | Sakartvelo's mtsvaneta partia                  |
| Grčka                  | Ikologi Prasini                                |
| Hrvatska               | Možemo!                                        |
| Irska                  | Green Party                                    |
| Italija                | Federazione dei Verdi                          |
| Litva                  | Latvijas Zaļā Partija                          |
| Luksemburg             | Déi Gréng                                      |
| Malta                  | Alternattiva Demokratika                       |
| Moldavija              | Partidul Ecologist "Alianţa Verde" din Moldova |
| Nizozemska             | De Groenen                                     |
| Nizozemska             | GroenLinks                                     |
| Norveška               | Miljøpartiet De Grønne                         |
| Austrija               | Die Grünen                                     |
| Poljska                | Zieloni 2004                                   |
| Portugal               | Partido Ecologista Os Verdes                   |
| Rumunjska              | Verzii                                         |
| Rusija                 | Zelyonaya Alternativa                          |
| Švedska                | Miljöpartiet de Gröna                          |
| Švicarska              | Grüne Partei der Schweiz                       |
| Slovačka               | Strana Zelenych na Slovensku                   |
| Slovenija              | Stranka mladih Slovenije                       |
| Španjolska             | Confederación de Los Verdes                    |
| Španjolska             | Iniciativa per Catalunya Verds                 |
| Češka                  | Strana Zelených                                |
| Ukrajina               | Partija Zelenych Ukrajiny                      |
| Mađarska               | Zöld Demokraták Szövetsége                     |
| Ujedinjeno Kraljevstvo | Green Party of England and Wales               |
| Ujedinjeno Kraljevstvo | Scottish Green Party                           |
| Cipar                  | Kinima Oikologon Perivallontiston              |

### Promatrači
| država      | stranka                                   |
| Andora      | Els Verds d'Andorra                       |
| Azerbajdžan | Azərbaycan Yaşıllar Partiyası             |
| Danska      | Socialistisk Folkeparti                   |
| Hrvatska    | Zelena Lista                              |
| Rusija      | Zelenaja Rossija (Jabloko)                |
| Srbija      | Zeleni                                    |
| Turska      | Yeşiller                                  |
| Mađarska    | Lehet Más a Politika                      |
| Bjelorusija | Biełaruskaja Partyja "Zialonyja"          |
| Seniori     | European Network of Green Seniors (ENGS). |

### Bivši
| država | stranka   | primjedba        |
| Danska | De Grønne | do travnja 2008. |

## Vanjske poveznice
- Europski zeleni
- Global Greens Charter, Canberra 2001  Arhivirana inačica izvorne stranice od 12. listopada 2007. (Wayback Machine)
- California Green Archives  Arhivirana inačica izvorne stranice od 25. prosinca 2005. (Wayback Machine)